# Ståle Stensaas

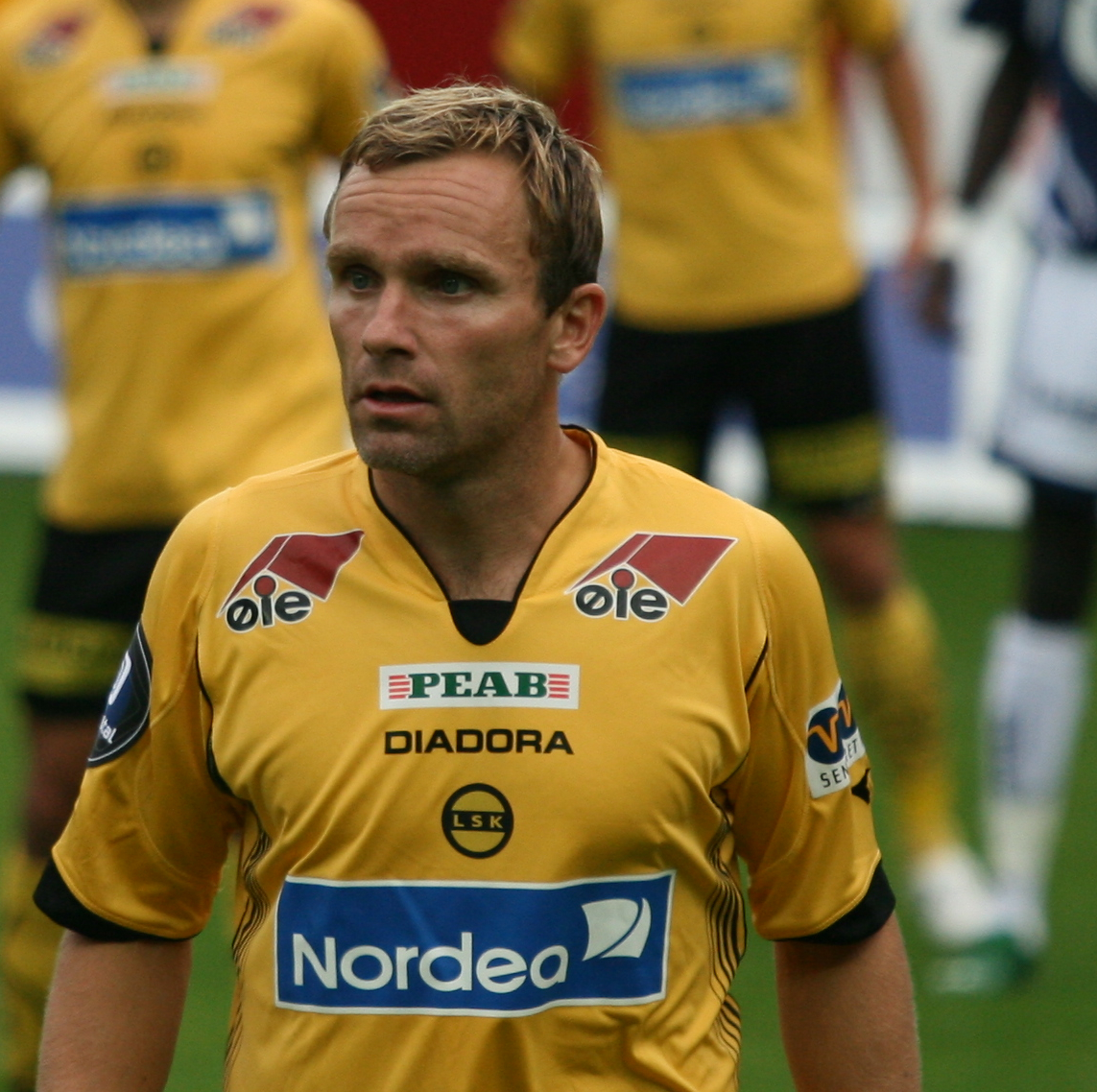
Ståle Stensaas

Ståle Stensaas (Trondheim, 7 de Julho de 1971) é um jogador de futebol profissional. Atua como defensor esquardo, e atualmente defende o FC Lyn Oslo. Atuou também por clubes estrangeiros, no caso, o escocês Rangers e o inglês Nottingham Forest.
Stensaas foi para o Rosenborg pela primeira vez em 1991, após ter defendido dois clubes de Trondheim, o Othilienborg e o Nidelv. Estreou em 1992 pela equipe.
Em 1997 Stensaas foi vendido para o Rangers por 20 milhões de coroas. Em 1999, foi emprestado para o Nottingham, e em 2000, voltou ao Rosenborg.
Em março de 2007, o Lyn Oslo contratou-o.